# Intendance de Bretagne
1552–1790
(473 ans)
Entités précédentes :
- Création

Entités suivantes :
- Ille-et-Vilaine
- Morbihan
- Côtes-du-Nord
- Loire-Atlantique

L'intendance de Bretagne est créée en 1689 par Louis XIV, après deux tentatives en 1636 et 1647. Elle regroupe la généralité de Bretagne sud (existant jusqu'en 1774 — siégeant à Nantes et ayant pour jurandes Quimper, Vannes et Lorient) et la généralité de Bretagne Nord (siège à Rennes et ayant pour jurandes Brest, Morlaix, Guingamp, Saint-Brieuc, Saint-Malo et Dinan).
Le siège de l'intendance était à Rennes à l'hôtel de Brie.

## Principe de l'intendance
Le gouverneur de Bretagne n'ayant plus qu'un rôle de prestige, l'intendant est le relais essentiel de la volonté de la monarchie.
Une fois son principe et sa nomination acceptés par les États, l'objectif est d'administrer et de développer la province en ménageant tant les prérogatives et compétences des États que celles du parlement. Ne disposant pas de ressources à la hauteur de ses compétences étendues, son pouvoir doit s'exprimer dans le contrôle et l'encadrement des autres instances administratives, soit en elles-mêmes comme structures, soit dans leurs réalisations ou interventions concrètes.
Si l'intendant n’intervient pas dans le fonctionnement du parlement de Bretagne, il n'en est pas de même avec les États de Bretagne toujours opposés aux innovations : il y intervient à tous les stades comme principal représentant du roi. Il prononce le discours d'ouverture déjà évocateur des exigences royales, s'attache à la bonne marche de la session, mais surtout supervise la réalisation concrète des résolutions votées, essentiellement fiscales. Ses interventions ne passaient pas inaperçues.

### Compétences
La compétence de l'intendant est étroitement dépendante des desiderata du pouvoir royal sur une base théorique divisée en trois volets :
- justice : contrôle des tribunaux et magistrats. L'intendant est souvent maître des requêtes du Conseil d'État ;
- police : maréchaussée, santé publique, mendicité, loteries, librairie, communautés d'habitants, corporations, postes, travaux publics, administrations royales, haras, ponts et chaussées ;
- finances : établissement et contrôle des rôles fiscaux (taille et capitation), contentieux des aides, contrôle des receveurs généraux des finances.

L'intendant de Bretagne a ses bureaux au cœur de la ville de Rennes, à l'hôtel de Brie. Vers la fin du XVIIIe siècle, son subdélégué-général supervise trois services : guerre, ponts et chaussées, villes et communautés, l'ensemble comportant une cinquantaine d'agents.
Comme les autres généralités du royaume, le territoire de la province est divisé en plusieurs zones, chacune confiée à un correspondant de l'intendant appelé subdélégué. Les besoins liés à l'administration s'accroissant au long du siècle, le nombre des subdélégations s'accrut afin d'avoir un territoire plus restreint.
Selon les hommes en place, les facteurs contingents et la politique générale, le rôle de l'intendance s'exprima selon des formes sensiblement différentes.
En Bretagne, par-delà leurs multiples interventions, les réalisations les plus tangibles des intendants concernèrent l'amélioration des grands chemins ainsi que des opérations d'urbanisme.

## Les intendants de Bretagne
- Auguste-Robert de Pomereu, 1689-1692
- Louis de Béchameil, 1692-1705, mise en place des subdélégués
- François-Antoine Ferrand de Villemilan[3], 1705-1716
- Paul Esprit Feydeau de Brou, 1716-1728
- Jean-Baptiste des Gallois de la Tour, 1728-1735
- Jean-Baptiste de Pontcarré de Viarmes, 1735-1753
- Cardin François Xavier Le Bret, 1753-1765
- Jacques de Flesselles, 1765-1767
- François Marie Bruno d'Agay, 1767-1771
- Guillaume-Joseph Dupleix de Bacquencourt, 1771-1774
- Gaspard Louis Caze de La Bove, 1774-1784
- Antoine François de Bertrand-Molleville, 1784-1788
- Germain François Faure de Rochefort, 1788 - se résigne au directoire le 31 août 1790.

## Les Subdélégués-généraux de l'intendance de Bretagne
- Laurent Chebrou du Petit-Château, 1719-1733